# Dineutus angustus
Dineutus angustus är en skalbaggsart som beskrevs av Leconte 1878. Dineutus angustus ingår i släktet Dineutus och familjen virvelbaggar. Inga underarter finns listade i Catalogue of Life.